# Eulophus larvarum
Eulophus larvarum är en stekelart som först beskrevs av Carl von Linné 1758.  Eulophus larvarum ingår i släktet Eulophus och familjen finglanssteklar. Arten är reproducerande i Sverige. Inga underarter finns listade i Catalogue of Life.